# Атлетико Мадрид
«Атле́тико Мадри́д» (исп. Club Atlético de Madrid, S.A.D.) — испанский профессиональный футбольный клуб из Мадрида, в одноимённом автономном сообществе. Клуб основан 26 апреля 1903 года, домашним стадионом является «Рияд Эйр Метрополитано».
«Атлетико» — один из самых титулованных клубов Испании. Является одиннадцатикратным чемпионом Испании, десятикратным обладателем Кубка Испании, а также трёхкратным победителем Лиги Европы УЕФА сезонов 2009/10, 2011/12 и 2017/18. Помимо этого, команда трижды играла в финалах Кубка/Лиги чемпионов, сохраняя ничейный результат в основное время матчей. Однако в переигровке, в дополнительное время или же в серии пенальти уступала соперникам.
19 апреля 2021 года «Атлетико» в числе 12 европейских клубов стал учредителем Суперлиги, но всего через несколько дней в Мадриде заявили о выходе из проекта.

## История

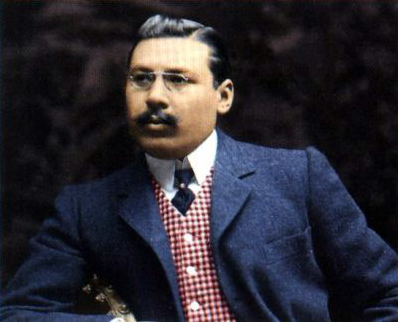
Энрике Альенде, первый президент клуба после его основания в 1903 году

«Атлетико Мадрид» — один из наиболее успешных и популярных испанских клубов, был основан 26 апреля 1903 года тремя баскскими студентами, обучающимися в Мадриде. Этот клуб не задумывался с самого начала как самостоятельный и независимый и считался чем-то вроде филиала «Атлетика» из Бильбао, поэтому участия в соревнованиях не принимал. Но в товарищеских встречах на локальном уровне показал себя очень боеспособной командой. И только 20 февраля 1907 года, зарегистрировавшись в Испанской федерации футбола под названием «Athletic Club de Madrid», клуб стал полностью самостоятельным и получил право выступать в официальных турнирах.
С самого начала цвета клуба повторяли цвета «Атлетика» из Бильбао — униформа сине-белой расцветки. Но в 1911 году были опробованы красно-белые, в вертикальную полоску, футболки. Эта комбинация цветов употреблялась тогда в массовом порядке на испанских мануфактурах для производства матрасов.
Поначалу команда не имела собственного поля. Вскоре ситуация стараниями президента клуба Хулиана Руэте изменилась. 9 февраля 1913 года стадион «О’Доннэлл» принял премьерный поединок.

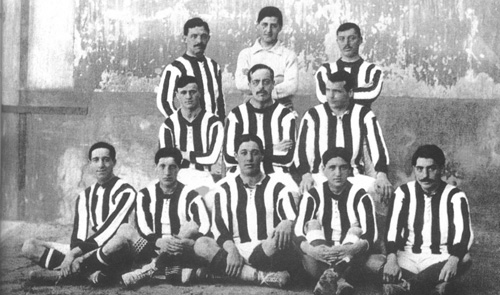
Состав команды в 1911 году

В 1923 году «Атлетик» перебрался на новый стадион «Метрополитано де Мадрид», способный вместить 35800 зрителей. Премьера состоялась 13 мая, с участием «Реала Сосьедад», который был обыгран со счётом 2:1. В первой половине 20-х годов клубу удавалось трижды выигрывать региональные турниры, а в 1926 году «Атлетик» был близок к завоеванию Кубка Испании, когда проиграл в финале «Барселоне» (2:3), пропустив решающий гол в дополнительное время.
По результатам своих выступлений «Athletic Club de Madrid» был приглашён в первый чемпионат Испании (1928/29), в котором занял шестое место. Однако уже в следующем сезоне клуб занял последнее место и вылетел. В элитную лигу он вернулся в 1934 году благодаря её расширению до 12 команд. Вскоре клуб опять подлежал отправке во второй дивизион, но этому помешала Гражданская война. После возобновления чемпионата шанс остаться в элите испанского футбола «Атлетику» предоставил «Реал Овьедо», попросивший федерацию о годичной паузе, нужную для восстановления разрушенного стадиона. Но и у «Атлетика» всё было не так просто. Потеряв на войне погибшими восьмерых человек, клуб был вынужден объединиться с командой военно-воздушных войск. Получив 4 октября 1939 года новое название «Атлетик Авиасьон де Мадрид», клуб должен был провести стыковой матч с другим претендентом на место в элите — «Осасуной». 26 ноября в Валенсии игра была выиграна (3:1).
Два первых сезона после возобновления чемпионата «Атлетик Авиасьон» закончил на первом месте. Для всех это было полным сюрпризом. Стоит отметить Рикардо Самору, бывшего лучшего вратаря мира, который тренировал команду в обеих победных кампаниях.
В связи с указом генералиссимуса Франко о переименовании иноязычных названий на испанский лад, название клуба в 1941 году было немного преобразовано — в «Атлетико Авиасьон де Мадрид», а в 1947 году руководство клуба решило исключить из названия военную составляющую и вернуться к исходному — «Атлетико де Мадрид», которое сохраняется и поныне. В том же году «матрасники» добились самой большой за всю историю победы в дерби против «Реала» (5:0).

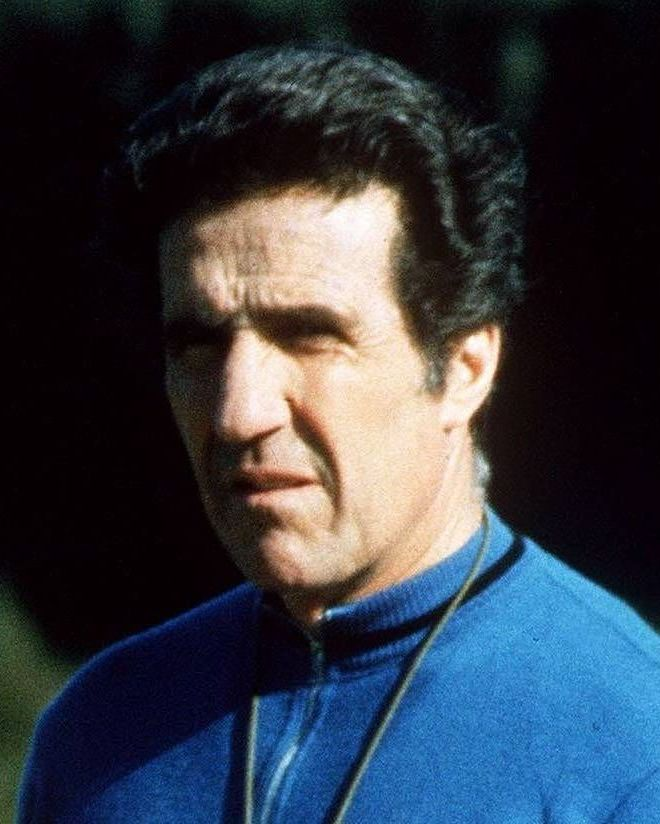
Эленио Эррера

Под руководством Эленио Эрреры, пришедшего в 1949 году, «Атлетико» завоевал звание чемпиона дважды — в 1950 и 1951 годах. В составе триумфаторов блистали французский голкипер Марсель Доминго, защитник Альфонсо Апарисио и звёздная тройка нападения — лучший марокканский футболист всех времён Ларби Бенбарек, Хендри Карлссон и один из лучших бомбардиров за всю историю клуба — Адриан Эскудеро (150 голов в лиге). В сезоне 1950/51 «Атлетико» добился наивысшей для себя результативности, забив 87 голов.
С отъездом в «Малагу» Эрреры «матрасники» немного сбавили обороты. До своего следующего чемпионства в 1966 году они четырежды становились вице-чемпионами и семь раз — финалистами Кубка, победив в нём трижды. Особую остроту приобрело противостояние с «Реалом». Три матча пришлось проводить между мадридскими клубами для выяснения победителя в полуфинале Кубка чемпионов 1959 года, в решающем дополнительном поединке «Атлетико» проиграл землякам 1:2. Уже на следующий год «матрасникам» удалось отомстить в финале Кубка Испании, победив «Реал» на «Чамартин» (будущий «Сантьяго Бернабеу») со счётом — 3:1. Финал 1961 года вновь превратился в столичное дерби. «Сливочные», жаждая реванша, забили два гола, но и в этот раз «Атлетико» оказался сильнее (3:2).
В 1962 году «матрасники» выиграли Кубок обладателей кубков, победив в дополнительном матче финала «Фиорентину» 3:0. Через год «Атлетико» снова играл в финале турнира, но не сумел отстоять титул и крупно проиграл «Тоттенхэм Хотспур» (1:5).
С приходом в 1964 году на пост президента клуба Висенте Кальдерона начались «золотые» годы «Атлетико». 2 октября 1966 года открылся стадион, построенный под руководством нового президента. Вскоре стадиону было присвоено его имя. После завоевания чемпионских титулов в 1966, 1970, 1973, 1977 годах «Атлетико» стал третьей командой Испании. Ведущими игроками этого периода были вратарь Рейна, полузащитник Аделардо, установивший клубный рекорд по числу матчей — 399, нападающий Хосе Эулохио Гарате, будущие тренеры — Хавьер Ирурета и Луис Арагонес. После снятия запрета на легионеров в 1973 году «Атлетико» усилился аргентинцами — Рубеном Айялой, Рамоном Эредией и Рубеном Диасом. В их внешности отчётливо проступали индейские черты, из-за чего клуб обзавёлся новым прозвищем — «индейцы».
В 1974 году в финале Кубка чемпионов «индейцам» противостояла «Бавария». Мадридцы вели в матче 1:0, но на последней минуте немцы сравняли счёт. Потребовалась переигровка, где «Бавария» победила 4:0. Немцы «великодушно» уступили право побороться за Межконтинентальный кубок, где «Атлетико» в двухматчевом финале оказался сильнее аргентинского «Индепендьенте». Тренером команды был Луис Арагонес, который на эту должность заступал четырежды — в сезонах 1974/80, 1982/87, 1991/93 и 2002/03.
В 1986 году под его руководством «Атлетико» дошёл до финала Кубка кубков, где проиграл киевскому «Динамо» (0:3).

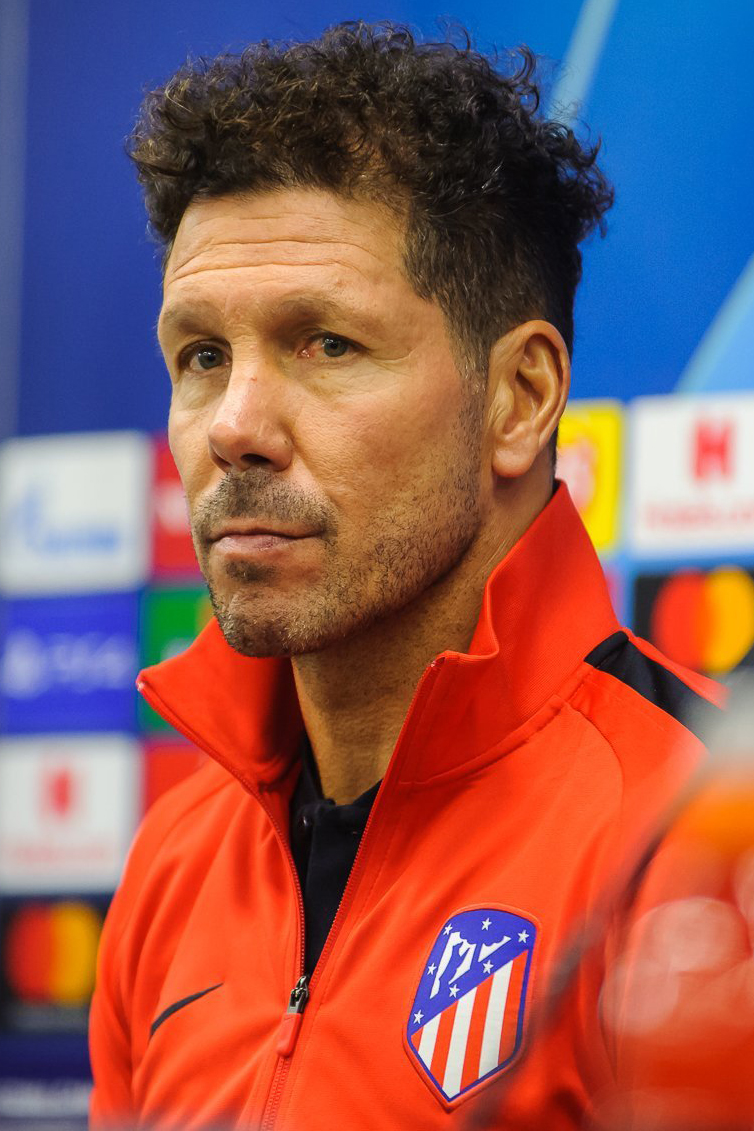
Диего Симеоне — тренер команды с 2011 года

В 1987 году завершилась эра Висенте Кальдерона и началась эра президента Хесуса Хиля, который сразу усилил состав, купив Бернда Шустера из «Реала», португальского виртуоза Паулу Футре. Команда показывала красивый футбол, но выиграть смогла только два Королевских кубка — в 1991 и 1992 годах. Меняя тренеров как перчатки, Хесус Хиль остановился на Радомире Античе, который выиграл чемпионат и Кубок в 1996 году, впервые сотворив дубль. В команде, применявшей безжалостную к сопернику тактику, выделялись опорный полузащитник Диего Симеоне и центральный защитник Хуан Мануэль Лопес, получивший 44 жёлтых карточки в 65 первых матчах за «Атлетико».
В сезоне 1999/00, заняв 19-е место, «матрасники» после 65-летнего пребывания в элите опустились во второй дивизион. Под руководством Луиса Арагонеса летом 2002-го они вернулись в примеру.
27 мая 2001 года состоялся дебют Фернандо Торреса, впоследствии ставшего капитаном «Атлетико» в 19-летнем возрасте. В 2006 году к нему присоединились португальские полузащитники Коштинья и Манише, аргентинец Серхио Агуэро, но команда смогла занять только 7-е место в чемпионате. После ухода в 2007 году Фернандо Торреса и Мартина Петрова в английскую премьер-лигу в «Атлетико» появились Луис Гарсия, Диего Форлан, Симан Саброза. Сезон 2007/08 стал лучшим за последнее десятилетие — 4-е место в лиге.
В 2008 году, обыграв в третьем квалификационном раунде «Шальке 04», после 12-летнего перерыва «матрасники» пробились в групповой раунд Лиги чемпионов, где смогли занять второе место в группе, ни разу не проиграв и пропустив вперёд «Ливерпуль». В 1/8 финала «Атлетико» встретился с «Порту» и уступил лишь по количеству голов на чужом поле (2:2 дома и 0:0 в гостях).
13 мая 2010 года в напряжённом и упорном матче с «Фулхэмом» на стадионе «Гамбург Арена» в немецком городе Гамбург «Атлетико» выиграл со счётом 2:1 в дополнительное время и тем самым стал первым обладателем обновлённого турнира Лиги Европы. Дублем в составе команды отметился Диего Форлан на 32 и 116 минутах. В матче Суперкубка УЕФА, который проходил 28 августа 2010 года в Монако на стадионе «Луи II», «Атлетико» одержал победу над победителем Лиги чемпионов 2009/10 «Интернационале» со счётом 2:0.
9 мая 2012 года, разгромив «Атлетик Бильбао» со счётом 3:0, стал двукратным обладателем Лиги Европы.
31 августа 2012 года, переиграв «Челси» со счётом 4:1, стал двукратным обладателем Суперкубка УЕФА.

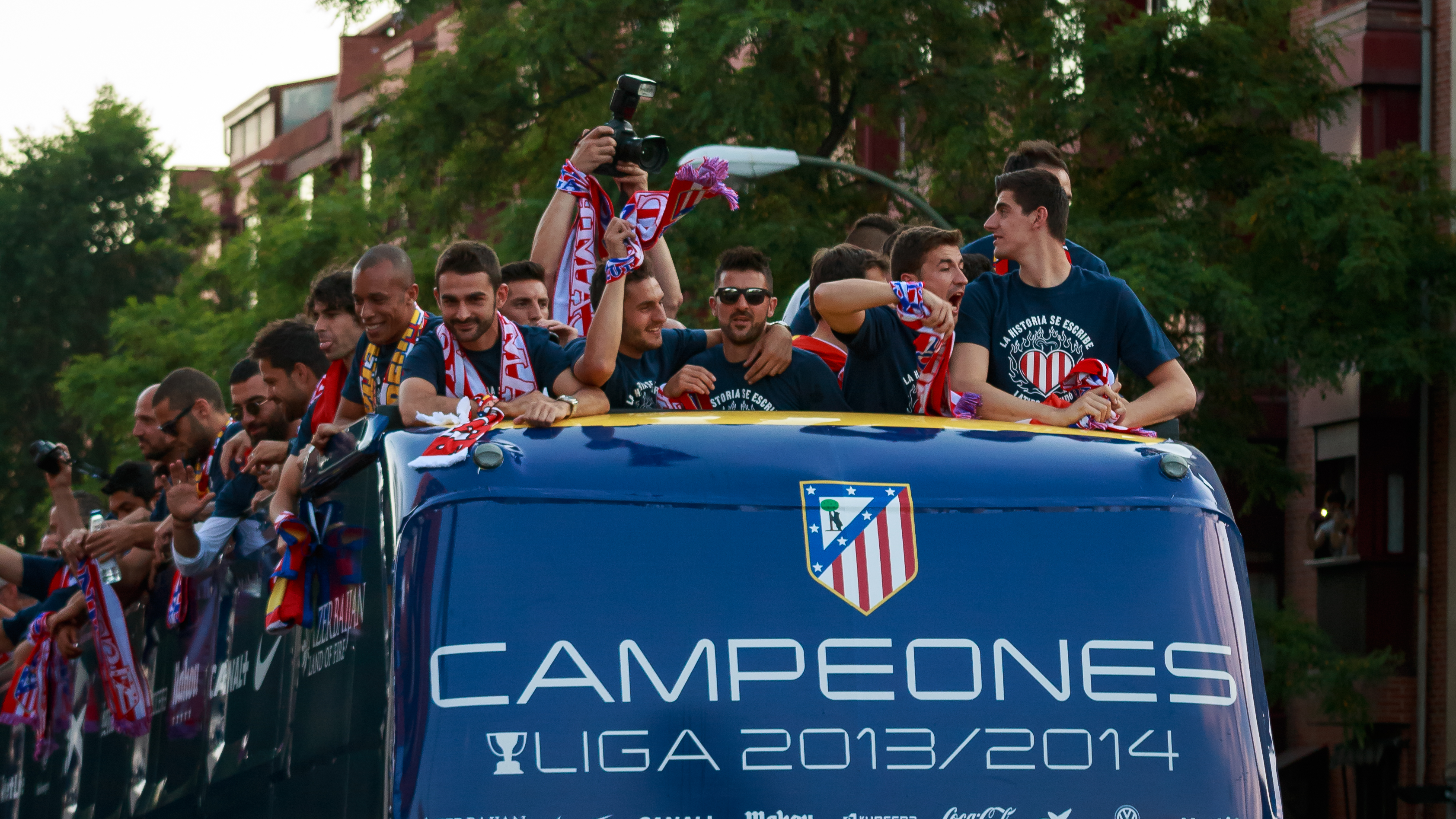
Празднование футболистов «Атлетико» после победы в Ла Лиге 2013/14

В национальном первенстве 2013/14 клуб оказался в числе главных претендентов на титул, выдав серию побед в первых восьми встречах.
В последней игре чемпионата Испании 2013/14 в «золотом матче» с «Барселоной» команда сыграла вничью 1:1 и спустя 18 лет вновь стала чемпионом страны, набрав 90 очков.
Выступление в Лиге чемпионов в сезоне 2013/14 клуб начал с победы над российским «Зенитом» на групповой стадии, откуда с 16 очками вышел в 1/8 с 1 места. 30 апреля 2014 года «Атлетико» оформил путёвку в финал Лиги чемпионов, обыграв лондонский «Челси» в ответном матче полуфинала со счётом 3:1. В первой игре соперники голов друг другу не забили. В финале соперником «Атлетико» стали их земляки из Мадрида. В драматичном матче «Реал» в дополнительное время одержал победу со счётом 4:1.
Потеряв в межсезонье летом 2014 года ряд ключевых игроков во главе с Диего Костой, «матрасники» в Суперкубке Испании взяли реванш у «Реала» (1:1, 1:0). Украшением сезона стало мадридское дерби во втором круге, в котором принципиальный соперник был повержен со счётом 4:0. В чемпионате Испании 2016/17 команда заняла третье место. В 2016 году «Атлетико» стал финалистом Лиги чемпионов, но проиграли «Реалу» (1:1, в серии пенальти 3:5). В 2018 году стали победителями Лиги Европы, тогда же «Атлетико» стал обладателем Суперкубка УЕФА.
В сезоне 2020/21 команда стала чемпионом Испании.

## Домашняя арена

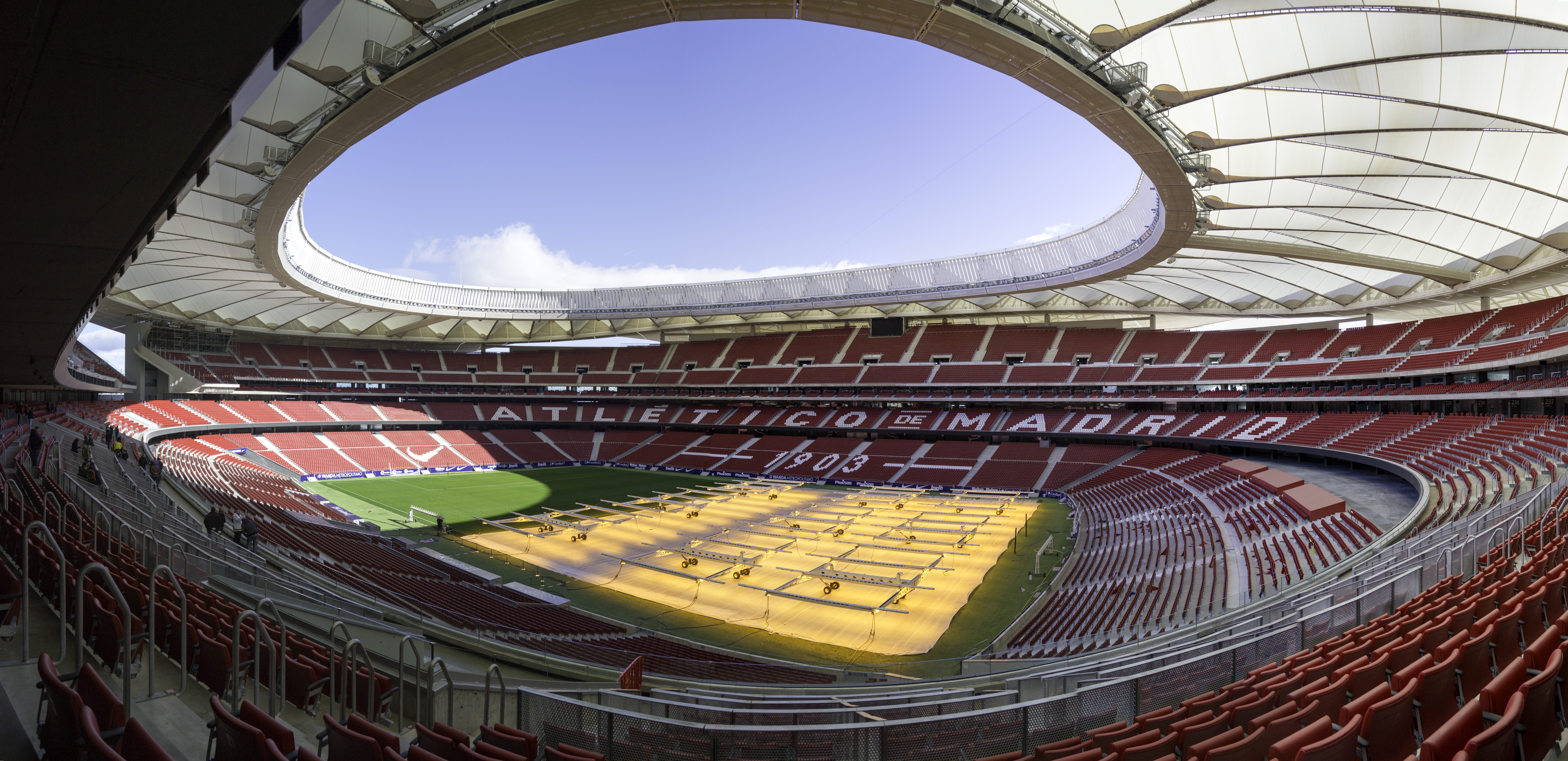
Рияд Эйр Метрополитано

Домашней ареной «Атлетико Мадрид» является стадион «Рияд Эйр Метрополитано», который был открыт 16 сентября 2017 года, до 2022 года носивший название «Ванда Метрополитано» и с 2022 до 2024 года — «Сивитас Метрополитано». До этого свои матчи клуб проводил на стадионе «Висенте Кальдерон» с 1966 года. В сезоне 2018/19 на стадионе «Ванда Метрополитано» прошёл Финал Лиги чемпионов УЕФА 2019.

## История выступлений
| Сезон   | Дивизион | Место   | Кубок      |                               |
| ------- | -------- | ------- | ---------- | ----------------------------- |
| 1929    | 1ª       | 6-е     |            |                               |
| 1929/30 | 1ª       | 10-е    |            |                               |
| 1930/31 | 2ª       | 3-е     |            |                               |
| 1931/32 | 2ª       | 4-е     |            |                               |
| 1932/33 | 2ª       | 2-е     |            |                               |
| 1933/34 | 2ª       | 2-е     |            |                               |
| 1934/35 | 1ª       | 7-е     |            |                               |
| 1935/36 | 1ª       | 11-е    |            |                               |
| 1939/40 | 1ª       | Чемпион |            |                               |
| 1940/41 | 1ª       | Чемпион |            |                               |
| 1941/42 | 1ª       | 3-е     |            |                               |
| 1942/43 | 1ª       | 8-е     |            |                               |
| 1943/44 | 1ª       | 2-е     |            |                               |
| 1944/45 | 1ª       | 3-е     |            |                               |
| 1945/46 | 1ª       | 7-е     |            |                               |
| 1946/47 | 1ª       | 3-е     |            |                               |
| 1947/48 | 1ª       | 3-е     |            |                               |
| 1948/49 | 1ª       | 4-е     |            |                               |
| 1949/50 | 1ª       | Чемпион |            |                               |
| 1950/51 | 1ª       | Чемпион |            |                               |
| 1951/52 | 1ª       | 4-е     |            |                               |
| 1952/53 | 1ª       | 8-е     |            |                               |
| 1953/54 | 1ª       | 9-е     |            |                               |
| 1954/55 | 1ª       | 8-е     |            |                               |
| 1955/56 | 1ª       | 5-е     |            |                               |
| 1956/57 | 1ª       | 5-е     |            |                               |
| 1957/58 | 1ª       | 2-е     |            |                               |
| 1958/59 | 1ª       | 5-е     |            |                               |
| 1959/60 | 1ª       | 5-е     | Обладатель |                               |
| 1960/61 | 1ª       | 2-е     | Обладатель |                               |
| 1961/62 | 1ª       | 3-е     |            | КК Победитель                 |
| 1962/63 | 1ª       | 2-е     |            | КК Финалист                   |
| 1963/64 | 1ª       | 7-е     |            | КУ 1/8                        |
| 1964/65 | 1ª       | 2-е     | Обладатель | КУ 1/2                        |
| 1965/66 | 1ª       | Чемпион |            | КК 1/4                        |
| 1966/67 | 1ª       | 4-е     |            | КЧ 1/8                        |
| 1967/68 | 1ª       | 6-е     |            | КУ 1/16                       |
| 1968/69 | 1ª       | 6-е     |            | КУ 1/32                       |
| 1969/70 | 1ª       | Чемпион |            |                               |
| 1970/71 | 1ª       | 3-е     |            | КЧ 1/2                        |
| 1971/72 | 1ª       | 4-е     | Обладатель | КУ 1/32                       |
| 1972/73 | 1ª       | Чемпион |            | КК 1/8                        |
| 1973/74 | 1ª       | 2-е     |            | КЧ Финалист                   |
| 1974/75 | 1ª       | 6-е     |            | КУ 1/16                       |
| 1975/76 | 1ª       | 3-е     |            | КК 1/8                        |
| 1976/77 | 1ª       | Чемпион |            | КК 1/2                        |
| 1977/78 | 1ª       | 6-е     |            | КЧ 1/4                        |
| 1978/79 | 1ª       | 3-е     |            |                               |
| 1979/80 | 1ª       | 13-е    |            | КУ 1/32                       |
| 1980/81 | 1ª       | 3-е     |            |                               |
| 1981/82 | 1ª       | 8-е     |            | КУ 1/32                       |
| 1982/83 | 1ª       | 3-е     |            |                               |
| 1983/84 | 1ª       | 4-е     |            | КУ 1/32                       |
| 1984/85 | 1ª       | 2-е     | Обладатель | КУ 1/32                       |
| 1985/86 | 1ª       | 5-е     |            | КК Финалист                   |
| 1986/87 | 1ª       | 7-е     |            | КУ 1/16                       |
| 1987/88 | 1ª       | 13-е    |            |                               |
| 1988/89 | 1ª       | 4-е     |            | КУ 1/32                       |
| 1989/90 | 1ª       | 4-е     |            | КУ 1/32                       |
| 1990/91 | 1ª       | 2-е     | Обладатель | КУ 1/32                       |
| 1991/92 | 1ª       | 3-е     | Обладатель | КК 1/4                        |
| 1992/93 | 1ª       | 6-е     |            | КК 1/2                        |
| 1993/94 | 1ª       | 12-е    |            | КУ 1/16                       |
| 1994/95 | 1ª       | 14-е    |            |                               |
| 1995/96 | 1ª       | Чемпион | Обладатель |                               |
| 1996/97 | 1ª       | 5-е     |            | ЛЧ 1/4                        |
| 1997/98 | 1ª       | 7-е     |            | КУ 1/2                        |
| 1998/99 | 1ª       | 13-е    |            | КУ 1/2                        |
| 1999/00 | 1ª       | 19-е    |            | КУ 1/8                        |
| 2000/01 | 2ª       | 4-е     |            |                               |
| 2001/02 | 2ª       | 1-е     |            |                               |
| 2002/03 | 1ª       | 11-е    |            |                               |
| 2003/04 | 1ª       | 7-е     |            |                               |
| 2004/05 | 1ª       | 11-е    |            |                               |
| 2005/06 | 1ª       | 10-е    |            |                               |
| 2006/07 | 1ª       | 7-е     |            |                               |
| 2007/08 | 1ª       | 4-е     |            | КУ 1/16                       |
| 2008/09 | 1ª       | 4-е     |            | ЛЧ 1/8                        |
| 2009/10 | 1ª       | 9-е     |            | ЛЧ Групп. раунд ЛЕ Победитель |
| 2010/11 | 1ª       | 7-е     |            | ЛЕ Групп. раунд               |
| 2011/12 | 1ª       | 5-е     |            | ЛЕ Победитель                 |
| 2012/13 | 1ª       | 3-е     | Обладатель | ЛЕ 1/16                       |
| 2013/14 | 1ª       | Чемпион |            | ЛЧ Финалист                   |
| 2014/15 | 1ª       | 3-е     |            | ЛЧ 1/4                        |
| 2015/16 | 1ª       | 3-е     |            | ЛЧ Финалист                   |
| 2016/17 | 1ª       | 3-е     | 1/2        | ЛЧ 1/2                        |
| 2017/18 | 1ª       | 2-е     |            | ЛЧ Групп. раунд ЛЕ Победитель |
| 2018/19 | 1ª       | 2-е     |            | ЛЧ 1/8                        |
| 2019/20 | 1ª       | 3-е     |            | 1/4                           |
| 2020/21 | 1ª       | Чемпион |            | 1/8                           |
| 2021/22 | 1ª       | 3-е     |            | 1/4                           |

## Визитная карточка

### Гимн
Текущий гимн клуба написан в 1972 году. Авторы гимна Хосе Агилар и Анхель Куррас.
| Atleti, atleti, Atlético de Madrid Jugando, ganando, peleas como el mejor Porque siempre la afición Se estremece con pasión Cuando quedas entre todos campeón Y se ve frente al balón A un equipo de verdad Que esta tarde de ambiente llenará Yo me voy al Manzanares Al estadio Vicente Calderón Donde acuden a millares Los que gustan de fútbol de emoción | Porque luchan como hermanos Defendiendo sus colores En un juego noble y sano Derrochando coraje y corazón Atleti, atleti, Atlético de Madrid Jugando, ganando, peleas como el mejor Porque siempre la afición Se estremece con pasió Cuando quedas entre todos campeón Y se ve frente al balón A un equipo de verdad Que esta tarde de ambiente llenará |

### Эмблемы

История эмблемы клуба
2017—2024
2024—н. в.

### Форма

#### Домашняя
| 1994/95 | 1995/96 | 1996/97 | 1997/98 | 1998/99 | 1999/00 | 2000/01 | 2001/02 | 2002/03 | 2003/04 | 2004/05 |
| 2005/06 | 2006/07 | 2007/08 | 2008/09 | 2009/10 | 2010/11 | 2011/12 | 2012/13 | 2013/14 | 2014/15 | 2015/16 |
| 2016/17 | 2017/18 | 2018/19 | 2019/20 | 2020/21 | 2021/22 | 2022/23 | 2023/24 | 2024/25 | 2025/26 |         |

#### Гостевая
| 1996—97 | 1997—98 | 1998—2000 | 2000/01 | 2001/02 | 2002/03 | 2003/04 | 2004/05 | 2005/06 | 2006/07 | 2007/08 |
| 2008/09 | 2009/10 | 2010/11   | 2011/12 | 2012/13 | 2013/14 | 2014/15 | 2015/16 | 2016/17 | 2017/18 | 2018/19 |
| 2019/20 | 2020/21 | 2021/22   | 2022/23 | 2023/24 | 2024/25 | 2025/26 |         |         |         |         |

#### Резервная
| 1983/94 | 1996/97 | 2001/02 | 2017/18 | 2018/19 | 2019/20 | 2020/21 | 2021/22 | 2022/23 | 2023/24 | 2024/25 |

Источники:,

### Экипировка и спонсоры

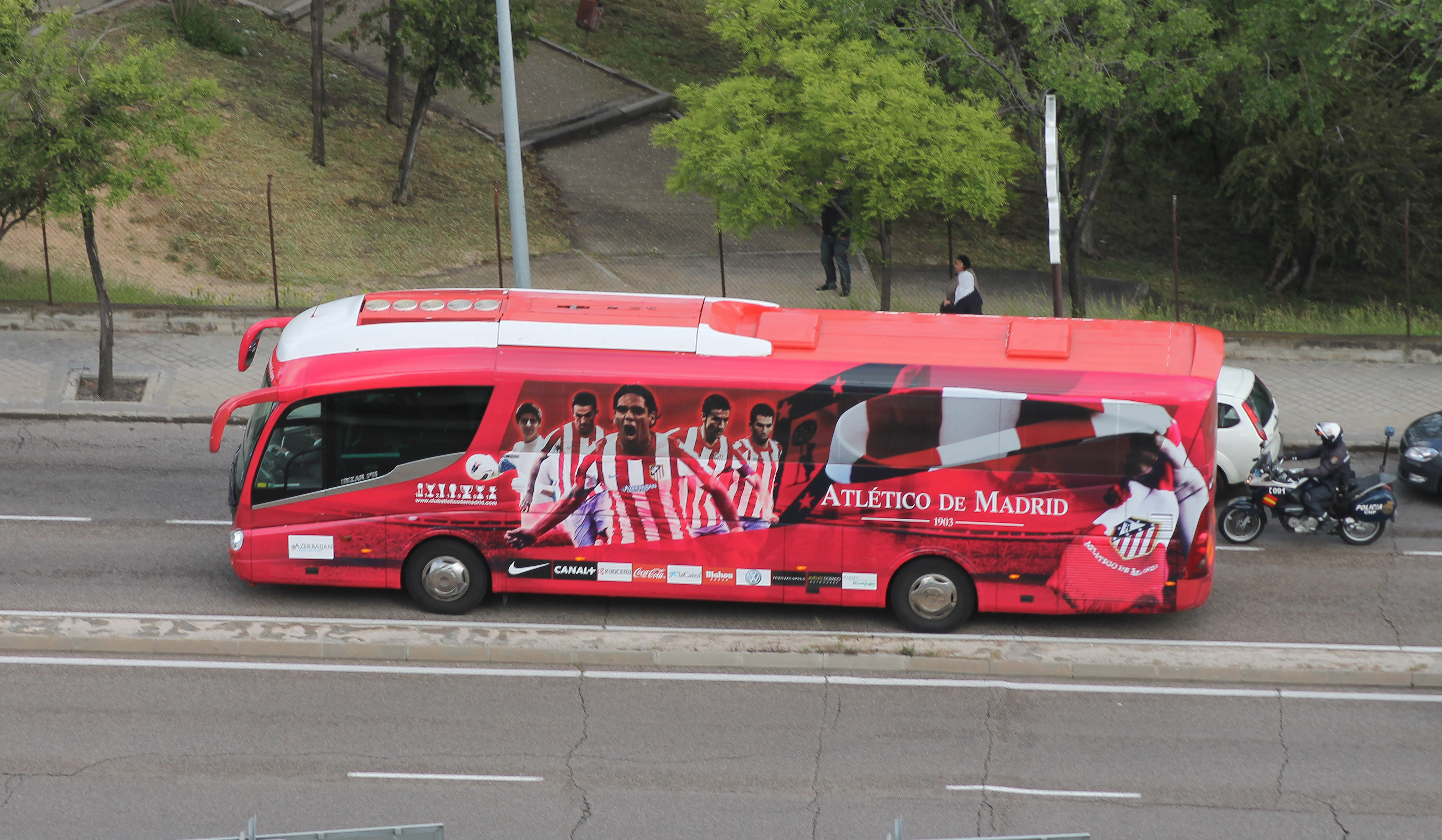
Клубный автобус «Атлетико»

«Атлетико» вначале играли в сине-белых цветах, схожих с цветами «Атлетика» из Бильбао. С 1911 года мадридский клуб поменял цвета на красно-белые, и считается, что эти цвета были выбраны потому, что они были самые дешёвые и использовались в производстве матрасов для кроватей. Поэтому клуб получил прозвище «Colchoneros» («матрасники»). С 1999 года производителем формы является компания Nike.
В октябре 2012 года по приглашению президента ФК «Баку» Хафиза Мамедова генеральный директор «Атлетико» Мигель Анхель Хиль посетил Азербайджан. В ходе визита было подписано соглашение о сотрудничестве между клубами «Баку» и мадридским «Атлетико». В декабре 2012 года клуб подписал контракт на 16 млн долларов на полтора года с Министерством туризма Азербайджанской Республики. 1 декабря 2012 года в Мадриде состоялась церемония представления соглашения о сотрудничестве между «Атлетико» и азербайджанской стороной, а также продемонстрирована памятная форма с надписью «Azerbaijan Land of Fire» («Азербайджан — Страна огней»). Впервые футболисты Атлетико вышли на поле в форме с логотипом министерства в декабре 2012 года в товарищеском матче против «Реал Мадрида».
| Период            | Производитель формы | Титульный спонсор              |
| ----------------- | ------------------- | ------------------------------ |
| 1980—1986         | Meyba               | —                              |
| 1986—1989         | Puma                | —                              |
| 1989—1990         | Puma                | Mita                           |
| 1990—1993         | Puma                | Marbella                       |
| 1993—1994         | Puma                | Antena 3                       |
| 1994—1996         | Puma                | Marbella                       |
| 1996—1997         | Puma                | Bandai/Tamagotchi              |
| 1997—1998         | Puma                | Marbella                       |
| 1998—1999         | Reebok              | Marbella                       |
| 1999—2000         | Reebok              | —                              |
| 2000—2001         | Reebok              | Idea                           |
| 2001—2002         | Nike                | Idea                           |
| 2002—2003         | Nike                | Century                        |
| 2003—2005         | Nike                | Columbia Pictures              |
| 2005—2011         | Nike                | KIA                            |
| март-май 2012     | Nike                | Rixos Hotels (игры чемпионата) |
| май-декабрь 2012  | Nike                | Huawei                         |
| декабрь 2012—2014 | Nike                | Azerbaijan — Land of Fire      |
| 2015—2022         | Nike                | Plus 500                       |
| 2022—2023         | Nike                | WhaleFin                       |
| 2023—н.в.         | Nike                | Riyadh Air                     |

## Дерби и ультрас

### Дерби
У клуба «Атлетико» есть главное дерби, это матчи с клубом «Реал Мадрид» (это противостояние называется Мадридское дерби), а также есть ещё два дерби, это матчи с клубом «Хетафе» и с клубом «Райо Вальекано».
Также принципиальным соперником для столичного клуба является «Барселона».

### Ультрас
У «Атлетико» есть две ультрас-группировки, «Frente Atletico» и «Suburbios Firm». Друзьями считаются ультрас испанского клуба «Бетис», итальянских клубов «Рома» и «Ювентус», а также польского клуба «Рух» Хожув.

## Достижения

### Национальные
- Чемпионат Испании
  - Чемпион (11): 1939/40, 1940/41, 1949/50, 1950/51, 1965/66, 1969/70, 1972/73, 1976/77, 1995/96, 2013/14, 2020/21
  - Вице-чемпион (10): 1943/44, 1957/58, 1960/61, 1962/63, 1964/65, 1973/74, 1984/85, 1990/91, 2017/18, 2018/19
- Кубок Испании
  - Обладатель (10): 1959/60, 1960/61, 1964/65, 1971/72, 1975/76, 1984/85, 1990/91, 1991/92, 1995/96, 2012/13
  - Финалист (9): 1921, 1926, 1956, 1963/64, 1974/75, 1986/87, 1998/99, 1999/00, 2009/10
- Кубок лиги
  - Финалист (2): 1983/84, 1984/85
- Суперкубок Испании
  - Обладатель (2): 1985, 2014
- Кубок Эвы Дуарте
  - Обладатель (2): 1940, 1951
  - Финалист: 1950
- Второй дивизион Испании по футболу
  - Чемпион: 2001/02
- Региональный Чемпионат/Трофей Манкомунадо
  - Чемпион (4): 1920/21, 1924/25, 1927/28, 1939/40
  - Финалист (13): 1908/09, 1912/13, 1913/14, 1916/17, 1917/18, 1919/20, 1921/22, 1922/23, 1925/26, 1926/27, 1928/29, 1930/31, 1933/34

### Международные
- Кубок европейских чемпионов / Лига чемпионов УЕФА
  - Финалист (3): 1973/74, 2013/14, 2015/16
- Лига Европы УЕФА
  - Обладатель (3): 2009/10, 2011/12, 2017/18
- Кубок обладателей кубков УЕФА
  - Обладатель: 1961/62
  - Финалист (2): 1962/63, 1985/86
- Кубок Интертото
  - Обладатель: 2007
  - Финалист: 2004
- Суперкубок УЕФА
  - Обладатель (3): 2010, 2012, 2018
- Межконтинентальный кубок
  - Обладатель: 1974
- Малый Кубок мира
  - Финалист: 1965
- Латинский кубок
  - Финалист (2): 1950, 1951
- Иберийский кубок
  - Обладатель: 1991

## Участие в различных турнирах
- 76 сезонов в высшей лиге Чемпионата Испании (Примере)
- 6 сезонов во Втором дивизионе
- 9 участий в Лиге чемпионов
- 18 участий в Кубке УЕФА
- 3 участия в Лиге Европы УЕФА
- 2 участия в Кубке Интертото
- 8 участий в Кубке обладателей кубков

## Рекорды
- Самая крупная победа:
  - «Атлетико» — «Эркулес» 9:0 (сезон 1955/56)
  - «Атлетико» — «Лас-Пальмас» 9:0 (сезон 1957/58)
- Самое крупное поражение:
  - «Сельта» — «Атлетико» 8:1 (сезон 1954/55)
- Наибольшее количество голов за сезон:
  - 87 голов (сезон 1950/51)

## Текущий состав
| 1  | Аргентина                 | Вр  | Хуан Муссо      | 1994 |  |  |  |  |  |
| 13 | Словения                  | Вр  | Ян Облак        | 1993 |  |  |  |  |  |
|    |                           |     |                 |      |  |  |  |  |  |
| 2  | Уругвай                   | Защ | Хосе Хименес    | 1995 |  |  |  |  |  |
| 3  | Италия                    | Защ | Маттео Руджери  | 2002 |  |  |  |  |  |
| 15 | Франция                   | Защ | Клеман Лангле   | 1995 |  |  |  |  |  |
| 16 | Аргентина                 | Защ | Науэль Молина   | 1998 |  |  |  |  |  |
| 17 | Словакия                  | Защ | Давид Ганцко    | 1997 |  |  |  |  |  |
| 18 | Испания                   | Защ | Марк Пубиль     | 2003 |  |  |  |  |  |
| 21 | Испания                   | Защ | Хави Галан      | 1994 |  |  |  |  |  |
| 24 | Испания                   | Защ | Робен Ле Норман | 1993 |  |  |  |  |  |
|    |                           |     |                 |      |  |  |  |  |  |
| 4  | Англия                    | ПЗ  | Конор Галлахер  | 2000 |  |  |  |  |  |
| 5  | Соединённые Штаты Америки | ПЗ  | Джонни Кардозо  | 2001 |  |  |  |  |  |

| 6  | Испания   | ПЗ  | Коке (капитан)    | 1992 |  |  |  |  |  |
| 8  | Испания   | ПЗ  | Пабло Барриос     | 2003 |  |  |  |  |  |
| 10 | Испания   | ПЗ  | Алекс Баэна       | 2001 |  |  |  |  |  |
| 11 | Аргентина | ПЗ  | Тьяго Альмада     | 2001 |  |  |  |  |  |
| 14 | Испания   | ПЗ  | Маркос Льоренте   | 1995 |  |  |  |  |  |
| 20 | Аргентина | ПЗ  | Джулиано Симеоне  | 2002 |  |  |  |  |  |
| 23 | Испания   | Нап | Карлос Мартин     | 2002 |  |  |  |  |  |
|    |           |     |                   |      |  |  |  |  |  |
| 7  | Франция   | Нап | Антуан Гризманн   | 1991 |  |  |  |  |  |
| 9  | Норвегия  | Нап | Александер Сёрлот | 1995 |  |  |  |  |  |
| 19 | Аргентина | Нап | Хулиан Альварес   | 2000 |  |  |  |  |  |
| 22 | Италия    | Нап | Джакомо Распадори | 2000 |  |  |  |  |  |

## Трансферы 2025/26

### Пришли
| Позиция | Игрок              | Прежний клуб |
| ------- | ------------------ | ------------ |
| Защ     | Клеман Лангле***   | Барселона    |
| Врт     | Хуан Муссо         | Аталанта     |
| Пз      | Сауль**            | Севилья      |
| Врт     | Хорациу Молдован** | Сассуоло     |
| Пз      | Карлос Мартин**    | Алавес       |
| Защ     | Маттео Руджери     | Аталанта     |
| Пз      | Алекс Баэна        | Вильярреал   |
| Пз      | Джонни Кардозо     | Реал Бетис   |
| Пз      | Тьяго Альмада      | Ботафого     |
| Защ     | Марк Пубиль        | Альмерия     |
| Защ     | Давид Ганцко       | Фейеноорд    |
| Нап     | Джакомо Распадори  | Наполи       |

### Ушли
| Позиция | Игрок                | Новый клуб      |
| ------- | -------------------- | --------------- |
| Защ     | Сесар Аспиликуэта*** | Свободный агент |
| Защ     | Аксель Витсель***    | Жирона          |
| Защ     | Рейнилду***          | Сандерленд      |
| Врт     | Антонио Гомис        | Визела          |
| Нап     | Анхель Корреа        | УАНЛ Тигрес     |
| Пз      | Родриго Рикельме     | Реал Бетис      |
| Врт     | Алехандро Итурбе**** | Эльче           |
| Нап     | Адриан Ниньо****     | Малага          |
| Врт     | Хорациу Молдован*    | Реал Овьедо     |
| Пзщ     | Сауль***             | Фламенго        |
| Пзщ     | Родриго Де Пауль     | Интер Майами    |
| Пзщ     | Самуэль Лино         | Фламенго        |
| Пзщ     | Тома Лемар*          | Жирона          |

* В аренду
** Из аренды 
*** Свободный агент 

**** Продажа 50% прав

## Тренеры
| - Фредерик Пентланд 1925—1926, 1927—1929, 1934—1935 - Хосеп Самитьер 1936 - Рикардо Самора 1939—1946 - Эленио Эррера 1949—1953 - Фердинанд Даучик 1957—1959 - Хосе Вильялонга 1959—1962 - Доменек Балманья 1965—1966 - Отто Глория 1966—1968 - Марсель Доминго 1969—1972, 1980 - Макс Меркель 1972—1973 - Хуан Карлос Лоренсо 1973—1975 - Луис Арагонес 1974—1980, 1982—1987, 1991—1993, 2001—2003 - Эктор Нуньес 1978 - Ференц Суса 1978—1979 - Висенте Мьера 1986 - Сесар Луис Менотти 1987—1988 - Рон Аткинсон 1988—1989 - Колин Аддисон 1989 | - Хавьер Клементе 1989—1990 - Томислав Ивич 1990—1991 - Хосе Омар Пасториса 1993 - Франсиско Матурана 1993—1994 - Альфио Басиле 1994—1995 - Радомир Антич 1995—1998, 1999, 2000 - Арриго Сакки 1998—1999 - Клаудио Раньери 1999—2000 - Маркос Алонсо Пенья 2000—2001 - Грегорио Мансано 2003—2004 - Сесар Феррандо 2004—2005 - Карлос Бьянки 2005—2006 - Хосе «Пепе» Мурсия 2006 - Хавьер Агирре 2006—2009 - Абель Ресино 2009 - Кике Флорес 2009—2011 - Грегорио Мансано 2011 - Диего Симеоне 2011—н. в. |

## Рекордсмены клуба

### Наибольшее количество игр
| №  | Имя                 | Игры | Период               |
| -- | ------------------- | ---- | -------------------- |
| 1  | Коке                | 684  | 2009—н. в.           |
| 2  | Аделардо            | 550  | 1959—1976            |
| 3  | Ян Облак            | 495  | 2014—н. в.           |
| 4  | Томас Реньонес      | 483  | 1984—1996            |
| 5  | Анхель Корреа       | 469  | 2015—2025            |
| 6  | Энрике Кольяр       | 468  | 1952—1969            |
| 7  | Хуан Карлос Агилера | 456  | 1988—1993 1996—2005  |
| 8  | Антуан Гризманн     | 445  | 2014—2019 2021—н. в. |
| 9  | Сауль               | 427  | 2012—2024            |
| 10 | Исасио Кальеха      | 425  | 1958—1972            |

### Наибольшее количество голов
| №  | Имя                 | Период               | Голы |
| -- | ------------------- | -------------------- | ---- |
| 1  | Антуан Гризманн     | 2014—2019 2021—н. в. | 198  |
| 2  | Луис Арагонес       | 1964—1974            | 173  |
| 3  | Адриан Эскудеро     | 1945—1958            | 169  |
| 4  | Пако Кампос         | 1940—1948            | 144  |
| 5  | Хосе Эулохио Гарате | 1966—1977            | 134  |
| 6  | Фернандо Торрес     | 2001—2007 2015—2018  | 129  |
| 7  | Хоакин Пейро        | 1955—1962 1970—1971  | 127  |
| 8  | Аделардо            | 1959—1976            | 113  |
| 9  | Хосе Хункоса        | 1944—1955            | 104  |
| 10 | Энрике Кольяр       | 1952—1969            | 104  |

## Личные достижения футболистов «Атлетико»

### Чемпионы мира
Следующие игроки становились чемпионами мира, являясь игроками «Атлетико Мадрид»:
- Антуан Гризманн — 2018
- Люка Эрнандес — 2018
- Науэль Молина — 2022
- Родриго де Пауль — 2022
- Анхель Корреа — 2022

### Олимпийские чемпионы
Следующие игроки становились Олимпийскими чемпионами, являясь игроками «Атлетико Мадрид»:
- Роберто Солосабаль — 1992
- Хуан Мануэль Лопес — 1992
- Серхио Агуэро — 2008
- Пабло Барриос — 2024
- Алехандро Итурбе — 2024

### Чемпионы Европы
Следующие игроки становились чемпионами Европы, являясь игроками «Атлетико Мадрид»:
- Исасио Кальеха — 1964
- Фелисьяно Ривилья — 1964
- Аделардо Родригес Санчес — 1964
- Энрике Кольяр — 1964
- Демис Николаидис — 2004
- Хуанфран — 2012
- Альваро Мората — 2024

### Обладатели кубка Америки
Следующие игроки становились обладателями кубка Америки, являясь игроками «Атлетико Мадрид»:
- Диего Форлан — 2011
- Диего Годин — 2011
- Филипе Луис — 2019
- Анхель Корреа — 2021
- Науэль Молина — 2024
- Родриго де Пауль — 2024

### Обладатели Кубка конфедераций
Следующие футболисты становились обладателями Кубка конфедераций, являясь игроками «Атлетико Мадрид»:
- Жуниньо Паулиста — 1997
- Филипе Луис — 2013

### Победители Лиги наций УЕФА
Следующие футболисты становились победителями Лиги наций УЕФА, являясь игроками «Атлетико Мадрид»:
- Антуан Гризманн — 2021
- Альваро Мората — 2023

### Обладатели Золотой бутсы
Следующие футболисты становились обладателями Золотой бутсы, являясь игроками «Атлетико Мадрид»:
- Диего Форлан — 2008/2009

### Члены Команды года по версии УЕФА
Следующие футболисты становились членами Команды года по версии УЕФА, являясь игроками «Атлетико Мадрид»:
- Диего Годин — 2014
- Антуан Гризманн — 2016

### Лучшие игроки чемпионата Европы
Следующие футболисты становились лучшими игроками чемпионата Европы, являясь игроками «Атлетико Мадрид»:
- Антуан Гризманн — 2016

### Члены символической сборной чемпионата Европы
Следующие футболисты становились членами символической сборной чемпионата Европы, являясь игроками «Атлетико Мадрид»:
- Антуан Гризманн — 2016

### Обладатели Золотой бутсы (лучшие бомбардиры чемпионата Европы)
Следующие футболисты становились обладателями Золотой бутсы (лучшими бомбардирами чемпионата Европы), являясь игроками «Атлетико Мадрид»:
- Антуан Гризманн — 2016 (6 голов)

### Лучшие игроки Лиги Европы УЕФА
Следующие футболисты становились лучшими игроками Лиги Европы УЕФА, являясь игроками «Атлетико Мадрид»:
- Антуан Гризманн — 2017/18

### Футболисты года в Европе (Onze d’Or)
Следующие футболисты становились лучшими игроками футболистами года в Европе (Onze d’Or), являясь игроками «Атлетико Мадрид»:
- Антуан Гризманн — 2015

### Лучшие бомбардиры Кубка европейских чемпионов и Лиги чемпионов УЕФА
Следующие футболисты становились лучшими бомбардирами КЕЧ и ЛЧ, являясь игроками «Атлетико Мадрид»:
- Милинко Пантич — 1996/97 (5 голов)

### Лучшие бомбардиры Кубка УЕФА и Лиги Европы
Следующие футболисты становились лучшими бомбардирами Кубка УЕФА и Лиги Европы, являясь игроками «Атлетико Мадрид»:
- Радамель Фалькао — 2011/12 (12 голов)

### Обладатели трофея Пичичи
Следующие футболисты становились обладателями трофея Пичичи, являясь игроками «Атлетико Мадрид»:
- Пруден — 1940/41
- Хосе Эулохио Гарате — 1969 (14 голов), 1970 (16 голов), 1971 (17 голов)
- Луис Арагонес — 1969/70 (16 голов)
- Уго Санчес — 1984/85 (19 голов)
- Балтазар — 1988/89 (35 голов)
- Маноло — 1991/92 (27 голов)
- Кристиан Вьери — 1997/98 (24 гола)
- Диего Форлан — 2008/09 (32 гола)

### Обладатели трофея Саморы
Следующие футболисты становились обладателями трофея Саморы, являясь игроками «Атлетико Мадрид»:
- Фернандо Табалес — 1939/40
- Марсель Доминго — 1948/49
- Мигель Рейна — 1976/77
- Абель Ресино — 19/1991
- Хосе Франсиско Молина — 1995/96
- Тибо Куртуа —2012/13, 2013/14
- Ян Облак — 2015/16, 2016/17, 2017/18, 2018/19, 2020/21, 2024/25[a]

### Обладатели трофея Сарры
Следующие футболисты становились обладателями трофея Сарры, являясь игроками «Атлетико Мадрид»:
- Диего Коста — 2013/14

### Обладатели приза Ди Стефано
Следующие футболисты становились обладателями приза Ди Стефано, являясь игроками «Атлетико Мадрид»:
- Луис Суарес — 2020/21

### Обладатели приза Мигеля Муньоса
Следующие тренеры становились обладателями приза Мигеля Муньоса, являясь тренерами «Атлетико Мадрид»:
- Диего Симеоне — 2013/14, 2015/16

### Футболисты года в Испании
Следующие тренеры становились Футболистами года в Испании, являясь игроками «Атлетико Мадрид»:
- Алемао — 1987/88
- Бернд Шустер — 1990/91
- Маноло — 1991/92
- Хосе Луис Каминеро — 1995/96
- Серхио Агуэро — 2007/08

### Обладатели трофея ЭФЭ
Следующие футболисты становились обладателями трофея ЭФЭ, являясь игроками «Атлетико Мадрид»:
- Диего Симеоне — 1995/96
- Серхио Агуэро — 2007/08
- Диего Коста — 2013/14
- Лейси Сантос — 2019/20
- Луис Суарес — 2020/21

### Комментарии
1. ↑  Рекордное количество раз